# Muzea sousedství
Muzea sousedství (neighbourhood museums) jsou novým druhem muzeí, která vznikala v rámci bojů za občanská práva v 60. letech 20. století. Jejich hlavním cílem je rozvíjet usměrněnými nabídkami vzdělání a kulturní oživování příslušných menšin s cílem řešit jejich problémy, vznikající z jejích sociálního a hospodářského znevýhodňování. Jedním ze znaků muzea sousedství je takzvaná "myšlenka přesahu", která vyjadřuje blízký vztah muzea a komunity. Jedná se například o cílenou spolupráci se školami a spolky, muzejní autobusy, putovní výstavy... Příkladem tohoto typu muzea je Anacostia Community Museum ve Washingtonu, které vzniklo v roce 1967.